# Курица на улице
«Курица на улице» — советский рисованный мультфильм для детей, который создал режиссёр Пантелеймон Сазонов на студии «Союзмультфильм» в 1938 году.

## Сюжет
Эта история о том, как нужно и как нельзя вести себя на улице, а также, как важно придерживаться правил дорожного движения, не только водителям, но и пешеходам…
В школе заканчиваются занятия, и зверята спешат домой. Среди них — братья-слонята и братья-медвежата, которые решили поиграть в футбол после школы. Обеспокоенные родители медвежат всё никак не могут дождаться их, и когда мать-медведица звонит папе-слону, выясняется, что и слонята ещё не пришли домой.
Тем временем, курице звонят с вопросом, не видела ли она пропавших зверят, и она, ответив, что не видела и что вообще никогда не выпускает своих многочисленных детей-цыплят одних на улицу, вместе с цыплятами идёт гулять. Слонята, у которых не получилось перейти дорогу в неположенном месте, зацепились за трамвай, а медвежата стали гонять мяч прямо среди автомобилей. В это время их родители сами отправились на поиски детей. Курица и цыплята же пытаются перейти на красный свет, и если цыплята как-то уворачиваются от транспорта, то курицу всё-таки сбивает машина. Также достаётся и слонятам с медвежатами, их вместе с курицей отвозят в больницу. Уже там их находят слон и родители-медведи.
Мультфильм заканчивается на том, как вылеченные курица, медвежата и слонята вместе с цыплятами и родителями соответственно, начинают соблюдать правила дорожного движения.

## Интересные факты
- «Курица на улице» — первый мультфильм «Союзмультфильма» на тему ПДД[источник?].